# Lutherische Kirche Australiens
Die Lutherische Kirche Australiens (Lutheran Church of Australia / LCA) ist die größte lutherische Kirche in Australien. Sie ist auch in Neuseeland tätig. Laut dem Lutherischen Weltbund hat sie etwa 140.000 Mitglieder. Sie selbst gibt eine Zahl von 30.000 regelmäßigen Gottesdienstbesuchern an. Als Bischof der LCA amtiert seit 2021 Paul Smith.

## Geschichte
Die ersten Lutheraner, die in nennenswerter Zahl nach Australien kamen, waren Einwanderer aus Preußen im Jahr 1838 unter Pfarrer August Kavel. Es waren Altlutheraner, die sich der von König Friedrich Wilhelm III. vorangetriebenen Kirchenunion verweigerten, den Beitritt zur Evangelischen Kirche in Preußen ablehnten und daraufhin vielerorts drangsaliert wurden.
Im Jahre 1841 begann eine zweite Welle der preußischen Einwanderer mit der Ankunft von Pastor Gotthard Daniel Fritzsche. Er ließ sich mit den Migranten in seiner Gruppe in Lobethal und Bethanien nieder. Die evangelische Kirche in dieser Zeit wird Kavel-Fritzsche Synode genannt.
Eine Aufspaltung ergab sich im Jahre 1846 im Rahmen der südaustralischen lutherischen Gemeinden, dabei wurden zwei getrennte Synoden gegründet. Diese beiden Gruppen verbanden sich 1966 wieder als Lutherische Kirche Australiens.
Während des Ersten Weltkrieges ging die Mitgliederzahl deutlich zurück, als der Gebrauch der deutschen Sprache verboten wurde und die australische Regierung viele Deutsche internierte. Ein erheblicher Zustrom kam nach dem Zweiten Weltkrieg und diese Einwanderung brachte auch eine Reihe von Lutheranern aus anderen europäischen Ländern.

## Derzeitiger Stand und Fragestellungen
Das LCA hat Gemeinden in ganz Australien und in Neuseeland. Pastoren sind verpflichtet dort ihren Dienst zu tun, wohin ihre Kirche sie sendet.
Die LCA betont die Autorität der Bibel als primäre Quelle der Offenbarung und der Unterweisung für Christen. Diese lutherische Lehre ist als Sola scriptura bekannt. Obwohl die Offenbarung durch Erfahrung von Bedeutung ist, überwiegt das Prinzip Sola scriptura. Predigt und Abendmahl sind die zentralen Elemente des lutherischen Gottesdienstes in Australien, der sowohl in traditioneller als auch in moderner Form gefeiert wird.
Längere Diskussionen wurden über die Ordination von Frauen geführt. Seit Oktober 2024 werden in der Kirche Männer und Frauen ordiniert. Als erste Frau empfing Maria Rudolph am 13. April 2025 die Ordination.
Die LCA leidet in Australien unter schwindenden Mitgliederzahlen und dem Druck, sich zu modernisieren, ohne ihre theologische Grundlage zu gefährden.

## Bildung
Die Lutherische Kirche Australiens bietet christliche Erziehungs- und Bildungsangebote für alle Altersgruppen. Das lutherische Schulsystem betreibt Kindergärten, Vorschulen, Grundschulen und weiterführenden Schulen in ganz Australien für mehr als 35.000 Kinder, Schüler und Studenten. Es gibt rund dreißig kirchliche Schulen in South Australia und Queensland und etwa fünfzehn in Victoria sowie eine kleine Anzahl von Schulen in den anderen Staaten und Territorien Australiens. Gemeinden bieten Sonntagsschulen, Weiterbildungskurse und Bibelstudien-Gruppen für Erwachsene.
Das Australian Lutheran College bildet u. a. Theologen (Pfarramtsanwärter) und Lehrer für die lutherischen Schulen aus.

## Ökumenische Beziehungen
Die LCA ist Mitglied des National Council of Churches in Australia sowie assoziiertes Mitglied des Lutherischen Weltbundes.
Die LCA gehörte lange Zeit zum Internationalen Lutherischen Rat, in dem konservativere Kirchen wie die Selbständige Evangelisch-Lutherische Kirche (SELK) in Deutschland und die Lutheran Church – Missouri Synod in den Vereinigten Staaten zusammengeschlossen sind. Im Jahr 2025 wurde sie ausgeschlossen, weil sie die Frauenordination eingeführt hat. 
Lutherische Missionare haben die australischen Ureinwohner und die Menschen in Papua-Neuguinea seit mehr als 100 Jahren unterstützt. Die Kirche unterstützt auch die Arbeit der Kirchen in Südostasien.

## Publikationen
- The Lutheran – National Magazine of the Lutheran Church of Australia. The Lutheran, Adelaide, abgerufen am 28. August 2014 (englisch).